# Lelkoczub uszaty
Lelkoczub uszaty, rogatnik uszaty (Lyncornis temminckii) – gatunek średniej wielkości ptaka z rodziny lelkowatych (Caprimulgidae), podrodziny lelków (Caprimulginae). Występuje w skrajnie południowej Tajlandii, Malezji i części Indonezji. Nie jest zagrożony wyginięciem.

## Taksonomia
Po raz pierwszy gatunek opisał John Gould w 1838. Holotyp pochodził z Borneo. Autor nadał nowemu gatunkowi nazwę Lyncornis Temminckii. Rogatnik uszaty został przesunięty do Eurostopodus, a następnie znowu do Lyncornis. Gatunek monotypowy. Możliwe jednak, że rogatniki duże (L. macrotis) podgatunku L. m. jacobsoni są rogatnikami uszatymi.

## Morfologia
Długość ciała wynosi 25–28 cm. Długość skrzydła u 3 zbadanych samców z Sumatry wyniosła 197 mm, 198,5 mm i 201,5 mm. Dalsze dane podano dla ptaków z Malezji. Długość skrzydła samca (n=10): 193–209 mm, u samic (n=13): 199–214 mm. Długość ogona samca (n=9): 121–137 mm, samicy (n=12): 120–135 mm. Długość skoku samca 14–16 mm, dzioba (do piór): 15–16,5 mm (n=4). Średnia masa ciała dla 3 osobników z Malezji wynosi 87,8 g.
Dymorfizm płciowy w upierzeniu nie występuje. Widoczne są charakterystyczne „uszy” z piór. Wierzch ciała pokrywają pióra brązowe z płowymi, jasnopłowymi lub cynamonowymi kropkami, za to wierzch głowy zdobią plamki brązowoczarne. Można dostrzec cienką, płową obrożę na karku. Barkówki pokryte są kropkami płowymi i ciemnożółtymi oraz większymi brązowoczarnymi. Na gardle występuje rozległa, biała plama lub po jednej plamie po obu stronach gardła. Spód ciała płowy, ozdobiony niewyróżniającymi się, brązowymi paskami. Niezależnie od płci rogatników uszatych, na ogonie i skrzydłach brak białych elementów. Tęczówka ciemnobrązowa, dziób o barwie rogu, nogi i stopy ciemnobrązowe. U ptaków młodocianych wierzch ciała jest bardziej cynamonowy lub ciemnożółty (mniej plamek), a spód ciała mniej płowy.

## Zasięg występowania
Lelkoczuby uszate występują w skrajnie południowej Tajlandii i dalej na południe poprzez kontynentalną część Malezji po Sumatrę (również wyspy Nias, Bangka i Belitung) i Borneo.

## Ekologia i zachowanie
Środowiskiem życia lelkoczubów uszatych są otwarte tereny, świetliste lasy z zakrzewieniami, nadbrzeżne lasy i obrzeża lasów. Na Sumatrze zamieszkuje zarówno lasy pierwotne, jak i wtórne. Na Borneo stwierdzono obecność tych ptaków w lesie z obecnymi dwuskrzydlcowatymi, w lasach aluwialnych, zakrzewieniach, na obszarach trawiastych (w tym podmokłych) i na roślinności u wybrzeża morskiego. Przeważnie lelkoczuby uszate przebywają na nizinach, stwierdzane bywały do 1050 m n.p.m. Odzywają się w locie gwiżdżącym tut, łii-oł, poza tym brak danych o głosie. Zjadają chrząszcze, ćmy i inne owady. Łowi je w locie, lecąc nad terenami otwartymi, polami ryżowymi i innymi uprawami, przecinkami w lesie, obrzeżami lasów, nad wodami, estuariami i wzdłuż rzek. W trakcie dnia odpoczywa w ściółce leśnej, żeruje o zmierzchu i świcie.

### Lęgi
Rozród słabo poznany. Prawdopodobnie w Malezji gniazduje od stycznia do czerwca, na wyspie Belitung – w marcu i kwietniu, na Sumatrze – w październiku i listopadzie; na Borneo lęgi rozpoczynają się w styczniu. W zniesieniu 1 lub 2 jaja. Jedno jajo z Malezji miało wymiary 36,2 na 26 mm i miało kształt podłużnego owalu. Skorupka była barwy jasnoróżowej, pokrywały ją rzadkie, czerwonawe (lub czerwonofioletowe) plamki. Odkryte gniazda umieszczone były na ziemi. Inne informacje o rozrodzie – dotyczące m.in. inkubacji i młodych – nie są znane.

## Status
IUCN uznaje lelkoczuba uszatego za gatunek najmniejszej troski (LC, Least Concern) nieprzerwanie od 1988 (stan w 2024). Liczebność populacji nie została oszacowana; ptak ten opisywany jest jako pospolity do rzadkiego. Ze względu na brak dowodów na spadki liczebności bądź istotne zagrożenia dla gatunku BirdLife International ocenia trend liczebności populacji jako prawdopodobnie stabilny.